# Monte le son !
Monte le son ! est une émission de télévision sur l'industrie musicale, diffusée depuis le 29 octobre 2011 sur France 4. Elle est animée par Gaël Leforestier jusqu'au 6 juin 2012 puis par Stéphane Basset pour la saison (2012-2013).

## Historique
Du 29 octobre 2011 au 14 janvier 2012, l'émission était diffusée tous les samedis à 17h40. En raison des audiences insuffisantes, l'émission est décalée le mercredi vers 23h30
Le 10 juin, Gaël Leforestier arrête son émission en affirmant sur son Twitter : "Ha!!! Monte le Son, ce sera sans moi finalement!!! À très vite sur d'autres ondes"[réf. nécessaire].
Du 11 au 14 juillet, l'émission suit les Francofolies de la Rochelle : "Le Journal Quotidien des Francofolies" tous les soirs à 20h20, ainsi qu'un live de 90 minutes à 22h40 à l'occasion du 14 juillet.
Elle est de retour pour une 2e saison le 29 septembre 2012, et est diffusée tous les samedis de 20h15 à 20h45. Cet horaire permet en effet de toucher un plus grand public.
Une 3e saison (2013) est reconduite avec les mêmes chroniqueurs et le même horaire que la 2nde saison (tous les samedis soirs à 20h15).
Une nouvelle version est lancée le 7 avril 2014 et l'émission sera diffusée tous les 1er lundis du mois et en seconde partie de soirée.

## Contenu
Monte le son ! est une émission qui parle de tous les genres musicaux, au travers de diverses rubriques et coups de cœur des chroniqueurs.
Rubriques actuelles
- La playlist de l'équipe
- L'enquête de la semaine
- Face à face
- Pourquoi c'est culte ?
- Tendance
- Z comme Zeitoun
- Le live

Anciennes rubriques
- Les singles de la semaine
- Les albums de la semaine
- Les coups de cœur de ...
- Pourquoi c'est culte ?
- Copier / coller (qui copie qui ?)
- Pourquoi / comment ?
- T'écoutes ou pas ? (classement en partenariat avec Deezer)
- Tu vends ou pas ?
- etc.

## Chroniqueurs

### Chroniqueurs actuels
- Stéphane Basset
- Philippe Manœuvre
- Cédric Couvez
- Valéry Zeitoun
- Charline Roux

### Anciens chroniqueurs
- Christophe Conte
- Alex Fighter
- Jasmine Roy
- Dorothée Kristy
- Martin Siméon
- Linda Lorin